# Rakoveț, Bohorodceanî
Rakoveț (în ucraineană Раковець) este o comună în raionul Bohorodceanî, regiunea Ivano-Frankivsk, Ucraina, formată numai din satul de reședință.

## Demografie
Componența lingvistică a comunei Rakoveț
     Ucraineană (99,9%)
     Alte limbi (0,1%)
Conform recensământului din 2001, majoritatea populației comunei Rakoveț era vorbitoare de ucraineană (99,9%), existând în minoritate și vorbitori de alte limbi.